# Caraimatta sbordonii
Caraimatta sbordonii is een spinnensoort in de taxonomische indeling van de Tetrablemmidae.
Het dier behoort tot het geslacht Caraimatta. De wetenschappelijke naam van de soort werd voor het eerst geldig gepubliceerd in 1972 door Brignoli.